# Hegemone
Hegemone (XXXIX, S/2003 J 8) är en av Jupiters månar. Den upptäcktes den 8 februari 2003 av en grupp astronomer vid University of Hawaii. Hegemone är cirka tre kilometer i diameter och roterar kring Jupiter på ett avstånd av cirka 23 947 000 kilometer.